# Mattigomphus pinratani
Mattigomphus pinratani – gatunek ważki z rodziny gadziogłówkowatych (Gomphidae). Znany tylko z jednej lokalizacji – Doi Inthanon w prowincji Chiang Mai w północno-zachodniej Tajlandii.